# Марко Бельтрамі
Марко Бельтрамі (англ. Marco Beltrami; народ. 7 жовтня 1966) — американський композитор музики до фільмів.

## Біографія
Бельтрамі народився Лонг-Айленді, Нью-Йорк має італійське і грецьке походження. Закінчив Браунський університет вчився в Єльській школі музики, а потім рушив на захід до USC Thornton School of Music у Лос-Анджелесі, де його навчав Джеррі Голдсміт.

## Фільмографія

### 1990-ті
- 1994 — Death Match
- 1996 — Крик
- 1997 — Мімік
- 1997 — Нічне чергування (додаткова музика)
- 1997 — Крик 2
- 1998 — Хелловін: 20 років по тому
- 1998 — Студія 54
- 1998 — Факультет
- 1999 — The Minus Man

### 2000-ні
- 2000 — Ворон 3: Спасіння
- 2000 — Крик 3
- 2000 — Дракула 2000
- 2001 — Очі янгола
- 2001 — Нічого собі поїздочка
- 2002 — Оселя зла
- 2002 — Блейд II
- 2003 — Термінатор 3: Повстання машин
- 2004 — Я, робот
- 2004 — Хеллбой
- 2004 — Політ Фенікса
- 2004 — Чужий проти Хижака (робота відхилина, замінений на Гаральда Клозера)
- 2005 — Перевертні
- 2005 — Три ікси 2: Новий рівень
- 2005 — Нічний рейс
- 2006 — Інший світ: Еволюція
- 2006 — Омен
- 2007 — Черепашки Ніндзя (робота відхилина, замінений на Клауса Беделта)
- 2007 — Невидимий
- 2007 — Потяг до Юми
- 2007 — Міцний горішок 4.0
- 2008 — Око
- 2008 — Макс Пейн
- 2008 — Розвага
- 2008 — Ворог держави № 1
- 2009 — В електричному тумані
- 2009 — Володар бурі
- 2009 — Знамення

### 2010-ті
- 2010 — Різники
- 2010 — Джона Гекс
- 2010 — Не бійся темряви
- 2010 — Забери мою душу
- 2011 — Серфер душі
- 2011 — Дещо
- 2011 — Крик 4
- 2012 — Кручений м'яч
- 2012 — Жінка в чорному
- 2013 — Тепло наших тіл
- 2013 — Міцний горішок. Гарний день, аби померти
- 2013 — Крізь сніг
- 2013 — Росомаха
- 2013 — Всесвітня війна Z
- 2013 — Керрі
- 2014 — Місцевий
- 2014 — Посвячений
- 2014 — Людина листопада
- 2014 — Брудні гроші
- 2014 — Сьомий син
- 2015 — Ганмен
- 2015 — Хітмен: Агент 47
- 2015 — Фантастична четвірка
- 2015 — Правдива історія
- 2015 — Немає виходу
- 2015 — Ніч перед похміллям
- 2016 — Боги Єгипту
- 2016 — Мілина
- 2016 — Бен-Гур
- 2017 — Спочатку вони вбили мого батька
- 2017 — Матильда
- 2017 — Лоґан
- 2017 — Три Христа
- 2017 — Сніговик
- 2018 — Тихе місце
- 2018 — Фрі-соло
- 2018 — Імператор Парижа
- 2019 — Звабливий, Поганий, Злий
- 2019 — Оксамитова бензопилка
- 2019 — Божевільна парочка
- 2019 — Форд проти Феррарі
- 2019 — Двійник (робота відхилина, замінений на Лорна Белфа)
- 2019 — Страшні історії для розповіді у темряві

### 2020-ті
- 2020 — Під водою
- 2020 — Тихе місце 2
- 2020 — Любов і монстри
- 2021 — Дорога хаосу
- 2021 — Вулиця страху, Частина перша: 1994
- 2021 — Вулиця страху. Частина друга: 1978
- 2021 — Вулиця страху. Частина третя: 1666
- 2021 — Веном 2: Карнаж
- 2022 — Глибокі води
- 2022 — No Exit
- 2023 — Літак
- 2023 — Ренфілд
- 2023 — Черниця II
- 2023 — Тиха ніч
- 2024 — Кілер
- 2025 — Балерина